# Вонсте
Вонсте (њем. Wohnste) општина је у њемачкој савезној држави Доња Саксонија. Једно је од 57 општинских средишта округа Ротенбург (Виме). Према процјени из 2010. у општини је живјело 799 становника. Посједује регионалну шифру (AGS) 3357056.

## Географски и демографски подаци
Вонсте се налази у савезној држави Доња Саксонија у округу Ротенбург (Виме). Општина се налази на надморској висини од 35 метара. Површина општине износи 19,2 km². У самом мјесту је, према процјени из 2010. године, живјело 799 становника. Просјечна густина становништва износи 42 становника/km².